# 21 г. пр.н.е.
21 (двадесет и първа) година преди новата ера (пр.н.е.) е обикновена година, започваща в понеделник, вторник или сряда, или високосна година, започваща във вторник по юлианския календар.

## Събития

### В Римската империя
- Консули на Римската империя са Марк Лолий и Квинт Емилий Лепид.
- Марк Випсаний Агрипа се развежда с Клавдия Марцела Старша, за да се ожени за Юлия Старата, дъщеря на Октавиан Август.[1]
- Август основава колонии в Сицилия и посещава Ахая, където награждава Спарта за лоялността показана по време на гражданските войни, но демонстрира недоволството си от Атина като отнема Егина и Еретрия от нейния контрол.[1]

## Родени
- Квинт Невий Корд Суторий Макрон, преториански префект (умрял 38 г.)